# Elizabeth Seifert
Elizabeth Seifert (Washington, 19 de junio de 1897-Moberly, 18 de junio de 1983) fue una novelista estadounidense conocida por sus novelas centradas en la profesión médica. El St. Louis Globe-Democrat informó que ella era una de las dos «mujeres más famosas de Moberly».

## Biografía
Seifert nació en Washington, Misuri, hija de Richard Chester Seifert, un ingeniero ferroviario, y Anna Sanford. Tenía dos hermanas, Shirley y Adele Seifert, autoras que vivían en St. Louis. En 1918, recibió una licenciatura en Derecho de Universidad Washington en San Luis, donde se especializó en inglés. Seifert se había matriculado inicialmente en la facultad de medicina de la universidad, donde era la única estudiante, con la intención de convertirse en doctora, pero abandonó después de un año y medio cuando su familia no alentó su ambición y los funcionarios de la universidad le dijeron que como mujer, podría completar su formación médica pero no obtendría un título. Continuó tomando algunos cursos de medicina, incluidos anatomía, fisiología y dietética médica, y también asistió a una clase de escritura creativa.
Después de dejar la escuela de medicina, Seifert trabajó en diversos puestos en hospitales y en la Oficina de Higiene Social durante la Primera Guerra Mundial. En 1920, se casó con John J. Gasparotti, un veterano de la Primera Guerra Mundial, y la pareja se mudó a Moberly, Misuri, donde Gasparotti operaba una planta de hielo. Tuvieron cuatro hijos juntos.
En 1937, el marido de Seifert fue declarado totalmente discapacitado debido a heridas de guerra y, con cuatro hijos adolescentes que mantener, Seifert comenzó a escribir más seriamente en su tiempo libre para complementar los ingresos de la familia. Ese año completó su primer manuscrito, Young Doctor Galahad. Seifert envió el manuscrito a su hermana, Shirley Seifert, una escritora de ficción histórica, quien lo remitió a su editor, quien lo reconoció como una primera novela excepcional y ayudó a Seifert a participar en un concurso organizado por Dodd, Mead & Co., y patrocinado por Redbook, donde ganó un premio de 10 000 dólares (aproximadamente 211944 dólares actuales).
Tras el éxito de Young Doctor Galahad en 1938, Seifert dejó su trabajo en el hospital y comenzó a escribir a tiempo completo, con el objetivo de producir dos novelas por año. Todas sus historias trataban sobre la vida de los médicos y publicó más de 80 novelas con su apellido de soltera. Su trabajo fue muy popular, y la mayoría de sus novelas se tradujeron a varios idiomas, se publicaron por entregas y aparecieron en varios formatos.
En 1942, Seifert fue objeto de un artículo poco halagador en el periódico St. Louis Globe-Democrat. Escrito por la reportera Mildred Planthold, el artículo retrataba a Seifert como distante y con aversión a la ciudad de Moberly, donde había vivido durante más de dos décadas. Seifert cuestionó firmemente las afirmaciones del artículo, calificándolo de lleno de «inexactitudes y distorsiones». Rechazó la afirmación de que «admite abiertamente» que no le gusta Moberly, señalando que tenía muchos amigos cercanos en la comunidad. Seifert también corrigió las declaraciones engañosas del artículo sobre la disponibilidad y ventas de sus novelas en la librería local. Aunque encontró el artículo «lamentable» y «descortés», Seifert creía que la controversia que suscitó pudo haber llevado en última instancia a un mayor entendimiento entre ella y la gente de Moberly.
Además de su carrera como escritora, Seifert disfrutaba leyendo y viajando, hasta que una caída a finales de los años 1970 le lesionó el hombro. Esta lesión la obligó a adaptar su técnica de mecanografía, aprendiendo a escribir con una mano. Seifert participó activamente en varias organizaciones y era conocida por su generosidad con su tiempo, a menudo hablando en eventos. Seifert murió el 18 de junio de 1983 en Moberly, Misuri.

## Obras seleccionadas
Títulos notables:
- Young Doctor Galahad (1938)
- Hillbilly Doctor (1941)
- Army Doctor (1942) [12]
- Surgeon In Charge (1942) [13]
- A Certain Doctor (1943) [14]
- Dusty Spring (1947) [15]
- Take Three Doctors (1947)
- Hospital Zone (1948)
- Miss Doctor (1951)
- Hometown Doctor (1959)
- Rival Doctors (1967)